# Lucienne Gillet
Lucienne Gillet (Virelles, 29 juni 1922 - Chimay, 21 april 2004) was een Belgisch senator.

## Levensloop
Gillet werd beroepshalve maatschappelijk assistent en werkte vanaf de jaren '60 bij de Christelijke Vereniging voor Invaliden en Gehandicapten.
In oktober 1976 werd ze voor de PSC verkozen tot gemeenteraadslid van Chimay en bleef dit tot in 1988. 
Lucienne Gillet kwam regelmatig voor op de kieslijsten van de PSC voor de wetgevende verkiezingen. In april 1977 werd ze effectief parlementslid, toen ze door haar partij werd aangeduid als provinciaal senator voor Henegouwen. Bij de verkiezingen van december 1978 werd ze rechtstreeks gekozen in de Senaat, voor het arrondissement Charleroi-Thuin. Ze bleef rechtstreeks gekozen senator tot in 1981 en was daarna van 1981 tot 1987 opnieuw provinciaal senator. Door de toen bestaande dubbelmandaten zetelde ze automatisch ook in de Cultuurraad voor de Franse Cultuurgemeenschap (1977-1980) en in de Waalse Gewestraad en de Raad van de Franse Gemeenschap (1980-1981).
Van 1980 tot 1984 was Gillet bovendien voorzitter van Femmes PSC en in die hoedanigheid maakte ze ook deel uit van het comité van wijzen binnen de partij.